# Дегелинг
Дегелинг (њем. Dägeling) општина је у њемачкој савезној држави Шлезвиг-Холштајн. Једно је од 112 општинских средишта округа Штајнбург. Према процјени из 2010. у општини је живјело 995 становника. Посједује регионалну шифру (AGS) 1061022.

## Географски и демографски подаци
Дегелинг се налази у савезној држави Шлезвиг-Холштајн у округу Штајнбург. Општина се налази на надморској висини од 20 метара. Површина општине износи 7,5 km². У самом мјесту је, према процјени из 2010. године, живјело 995 становника. Просјечна густина становништва износи 132 становника/km².